# Tetrasarus inops
Tetrasarus inops är en skalbaggsart som beskrevs av Bates 1880. Tetrasarus inops ingår i släktet Tetrasarus och familjen långhorningar.
Artens utbredningsområde är:
- Guatemala.
- Honduras.

Inga underarter finns listade i Catalogue of Life.